# Su (kana)
す în hiragana sau ス în katakana, (romanizat ca su) este un kana în limba japoneză care reprezintă o moră. Caracterele hiragana și katakana sunt scrise fiecare cu două linii. Kana す și ス reprezintă sunetul pronunție în japoneză [su͍].
Caracterul す provine de caracterul kanji 寸, iar ス provine de 須.

## Variante
Kana す și ス se pot folosi cu semnul diacritic dakuten ca să reprezintă un alt sunet:
- ず sau ズ reprezintă sunetul pronunție în japoneză [zu͍] (romanizat ca zu)[2]

## Folosire în limba ainu
În limba ainu, katakana ス reprezintă sunetul [su̜] ~ [ʃu̜](1). Pentru acest sunet se folosește de asemenea katakana pentru shi (シ) în combinație cu katakana minuscul pentru yu (ュ) (scris ca シュ). Folosirea de variantele ス și シュ este după preferință.
Katakana minuscul ㇲ reprezintă sunetul s final după o vocală (pronunțat ca [ɕ]. Acelaș sunet este reprezentat de asemenea de katakana minuscul pentru shi (ㇱ). Folosirea de variantele ㇲ și ㇱ este după preferință.
(1)Sunetele [s] și [ʃ] sunt alofone în limba ainu

## Forme
| Formă                                   | Rōmaji      | Hiragana        | Katakana        |
| --------------------------------------- | ----------- | --------------- | --------------- |
| Fără semne diacritice: s- (さ行 sa-gyō) | Su          | す              | ス              |
| Fără semne diacritice: s- (さ行 sa-gyō) | Suu, swu Sū | すう, すぅ すー | スウ, スゥ スー |
| Cu semnul dakuten: z- (ざ行 za-gyō)     | Zu          | ず              | ズ              |
| Cu semnul dakuten: z- (ざ行 za-gyō)     | Zuu, zwu Zū | ずう, ずぅ ずー | ズウ, ズゥ ズー |

| Romaji | Hiragana | Katakana |
| ------ | -------- | -------- |
| Swa    | すぁ     | スァ     |
| Swi    | すぃ     | スィ     |
| Swe    | すぇ     | スェ     |
| Swo    | すぉ     | スォ     |

| Romaji | Hiragana | Katakana |
| ------ | -------- | -------- |
| Zwa    | ずぁ     | ズァ     |
| Zwi    | ずぃ     | ズィ     |
| Zwe    | ずぇ     | ズェ     |
| Zwo    | ずぉ     | ズォ     |

## Ordinea corectă de scriere
|                                      |
| Ordinea corectă de scriere pentru す |

|                                      |
| Ordinea corectă de scriere pentru ス |

## Alte metode de scriere
- Braille:

| ・・ －・ |

- Codul Morse: －－－・－